# Alex Venturella

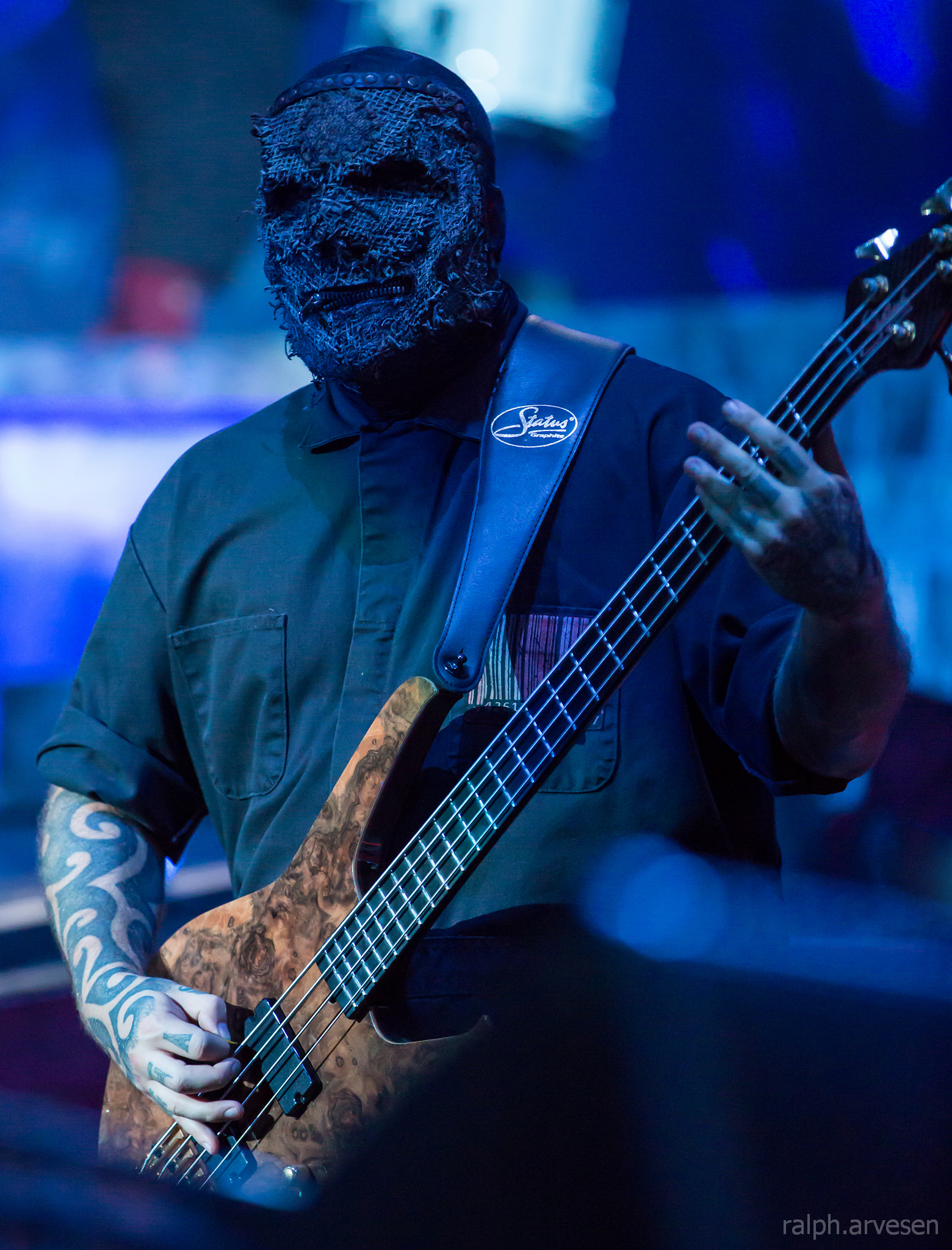
Alex Venturella

Alessandro „Alex“ Venturella, auch bekannt als V-man, (* 12. April 1984) ist ein britischer Heavy-Metal-Musiker und Gitarren-Techniker, der als Leadgitarrist für Krokodil und Cry for Silence bekannt wurde. Außerdem war er als Gitarrentechniker für Mastodons Brent Hinds, Coheed and Cambria und Fightstar auf Tour. Erstmals wechselte er vom Leadgitarristen zum Bassisten, als er 2014 Slipknot beitrat, wo er zuvor ebenfalls als Gitarrentechniker tätig war.

## Slipknot
Am 7. Oktober 2014 erklärte sich Venturella bereit, als Bassist im Video zu The Devil in I für den im Jahr 2010 verstorbenen Bassisten Paul Gray einzuspringen. 
Am 25. und 26. Oktober 2014 spielte Venturella erstmals live mit der Band auf dem Knotfest 2014. Am 3. Dezember des Jahres postete ein ehemaliger Bandmitarbeiter ein Foto, auf dem die Mitgliederliste der kommenden Tour zu sehen war. Darauf war zu erkennen, dass Venturella und Jay Weinberg zusammen mit Slipknot auf Tour gehen werden. James Root gab bei einem Interview am 13. Mai 2015 bekannt, dass Venturella offizielles Mitglied von Slipknot sei.
Am 2. August 2015 kam Venturella während eines Auftrittes in Hartford (Connecticut) ins Krankenhaus. Einen Tag später stellte sich heraus, dass er auf der Bühne lediglich dehydriert war und bereits am 4. August 2015 in Mansfield (Massachusetts) wieder auf der Bühne stehen konnte.